# Actia darwini
Actia darwini är en tvåvingeart som beskrevs av Malloch 1929. Actia darwini ingår i släktet Actia och familjen parasitflugor. Inga underarter finns listade i Catalogue of Life.